# Gianni Bartoli

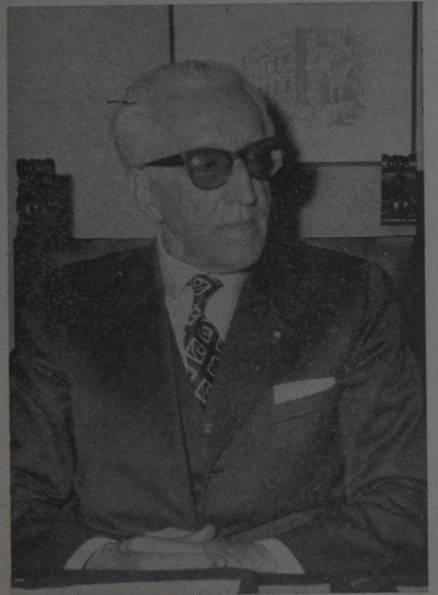
Gianni Bartoli

Gianni Bartoli (* 4. August 1900 in Rovinj (damals ital. Rovigno); † 4. April 1973 in Triest) war ein italienischer Ingenieur und Politiker (Democrazia Cristiana, DC). 

## Leben
Nach dem Besuch des Realgymnasiums in Triest studierte Bartoli von 1920 bis 1926 Elektromechanik am Polytechnikum Turin (Politecnico). Nach seinem Abschluss trat er in den Dienst der Società Telefonica Veneta (Telve), zunächst in Venedig und Pula, ab 1940 als deren Direktor in Triest. 
Bartoli trat 1943 der Democrazia Cristiana bei und war von 1945 bis 1949 deren Sekretär in Triest. Im damals anglo-amerikanisch verwalteten Territorium Triest gewann er 1949 die Wahl zum Bürgermeister der Stadt und blieb bis 1957 in diesem Amt. Von 1965 bis 1971 war er Präsident der damals staatlichen Reederei Lloyd Triestino.